# Movimento Sacerdotal Mariano
O Movimento Sacerdotal Mariano (MSM) é uma associação católica (movimento eclesial) fundada pelo padre Stefano Gobbi em 1972, no 55.º aniversário das aparições de Nossa Senhora de Fátima.
Em 8 de maio de 1972, Stefano Gobbi fez uma peregrinação a Fátima, Portugal, onde rezou no Santuário de Fátima. Segundo seu relato, ele recebeu então inspiração da Mãe de Deus para fundar o Movimento Sacerdotal Mariano, que fortaleceria espiritualmente os sacerdotes. Seguindo essa inspiração, em 13 de outubro de 1972, no quinquagésimo quinto aniversário das aparições de Nossa Senhora de Fátima, ele e outros dois padres fundaram o Movimento Sacerdotal Mariano em uma igreja em Gera Lario, Itália.
O Movimento Sacerdotal Mariano cresceu rapidamente em número. Em setembro de 1973, havia mais de 80 padres. O primeiro encontro aconteceu então em San Vittorino, perto de Roma. Em 1974, o Padre Gobbi começou a organizar cenáculos (grupos de oração) na Itália para padres e leigos, e mais tarde organizou cenáculos em todo o mundo. Durante essas noites, os católicos são chamados a rezar a Jesus por meio da Bem-Aventurada Virgem Maria. O Movimento Sacerdotal Mariano está atualmente sediado em Milão, Itália, com filiais ao redor do mundo. Tem cerca de 65 mil participantes. sacerdotes de todos os continentes, mas também inclui vários milhões de leigos.
O Movimento dá ênfase especial ao poder da recitação do Santo Rosário e da adoração eucarística como meios eficazes de fortalecer a Igreja, bem como a meditação das mensagens marianas que estão no livro azul "Aos Sacerdotes filhos prediletos de Nossa Senhora".